# 9792 Nonodakesan
A 9792 Nonodakesan (ideiglenes jelöléssel (9792) 1996 BX1) a Naprendszer kisbolygóövében található aszteroida. Kobajasi Takao fedezte fel 1996. január 23-án.